# Troncal 19
La troncal 19 es una carretera nacional o de primer orden en Venezuela, que comunica a la Región Guayana con la Región de los Andes, atravesando la parte sureña de la Región de Los Llanos en sentido este-oeste. Parte desde Ciudad Guayana en el Estado Bolívar, pasando por las ciudades de Ciudad Bolívar, Maripa, San Fernando de Apure, Achaguas, Mantecal, Guasdualito hasta culminar en la población de La Pedrera, ubicada en el Estado Táchira donde conecta con la troncal 5. La troncal 19 posee en su totalidad, una distancia de aproximadamente 988 kilómetros en sus dos tramos lo que la convierte en la tercera carretera del país con mayor distancia por detrás de la troncal 10 y la troncal 1.

## Tramos

### Tramo oriental
Bolívar:
La Troncal 19 comienza en la Avenida Guayana en la ciudad de San Félix, ubicada al este de Estado Bolívar y sigue su recorrido en forma de Autopista hasta el distribuidor La Paragua en Ciudad Bolívar, donde comparte tramo con la troncal 16 en un trayecto de 6,8 kilómetros y se transforma en una vía de dos carriles hasta el cruce con la troncal 12 cerca de la población de Caicara del Orinoco donde su trayecto termina. Durante parte de su inicio, la troncal 19 es una vía expresa que bordea el norte de la ciudad de Puerto Ordaz, pasando por importantes centros industriales como la Siderúrgica del Orinoco, la Ferrominera del Orinoco, Alcasa, y Carbonorca hasta empalmar con la autopista Simón Bolívar.

### Tramo occidental
Apure:
Nuevamente, la troncal 19 retoma su recorrido desde la ciudad de San Fernando de Apure con el cruce de la Troncal 2 y sigue en dirección oeste por aproximadamente 431 kilómetros atravesando los poblados de Achaguas, Mantecal y Guasdualito hasta terminar con la frontera del Estado Barinas.
Barinas:
La Troncal 19 sigue su trayecto por 11,5 kilómetros atravesando el extremo occidental del Estado Barinas en sentido este-oeste.
Táchira:
Finalmente la troncal 19 termina su tramado en la población de la Pedrera donde conecta con la troncal 5.